# Fabien Degryse
 (mai 2017).
Fabien Degryse, né le 6 novembre 1960 à Bruxelles, est un musicien belge.

## Biographie
Fabien Degryse apprend la guitare, le banjo ténor et le violon en autodidacte, et crée en 1976 le groupe de musique traditionnelle « Les Wallebake » (répertoire du groupe Rum, musiques irlandaise et scandinave) avec lequel il donne plusieurs concerts jusqu'en 1980, notamment au festival « Le Temps des Cerises » à Floreffe.
Il étudie ensuite la guitare et le jazz à la célèbre Berklee College of Music à Boston, U.S.A., entre 1980 et 1982. 
Il joue avec tous les grands noms du jazz en Belgique, et notamment avec Philip Catherine et Toots Thielemans. Il a fait partie entre autres du projet folk de Steve Houben, Panta Rhei, entre 1993 et 1997 (trois CD’s) et joue dans le trio l’Âme des Poètes depuis 1994 (sept CD’s). Il joue également dans le septet du contrebassiste Jean-Louis Rassinfosse (un CD sorti en 2001 : Crossworlds) et sur le dernier CD du pianiste Olivier Collette (De l’Aube au Crépuscule). Il joue encore régulièrement avec le tromboniste Phil Abraham, en duo, en trio ou en quartet, avec lequel il enregistre la matière d'un CD en 2019.
Parallèlement à ses activités dans le domaine du jazz, il participe à des projets de chanson française, avec entre autres Daria de Martynoff, Julie chemin ou Thierry Hodiamont. Il est notamment le directeur artistique et le producteur du CD de Thierry Hodiamont Toute l'eau de mes rêves.
Fabien Degryse a joué de nombreuses fois en Europe, Afrique, Asie et Amérique du nord, avec Panta Rhei, l'Ame des Poètes, son propre trio ou en solo.
Il a enregistré neuf disques sous son nom. Son deuxième disque, « Medor Sadness », reçoit plusieurs distinctions, tandis que le troisième, « Hommage à René Thomas » se retrouve premier dans le classement des meilleurs disques jazz de l’année 1997 selon le journal le Soir. Lui-même est élu meilleur guitariste acoustique belge de l’année en 1998. Il est le premier musicien jazz en Belgique à sortir un « CD virtuel » disponible par téléchargement sur l'internet : « Fabien Degryse Jazz », depuis janvier 2001 sur www.vitaminic.fr, et depuis juin 2001 sous forme de CD traditionnel. Ses cinq derniers CD's (The Heart of The Acoustic Guitar, The Heart of The Acoustic Guitar - chapter 2 en trio; Finger Swingin et Summertime en solo; et Softly... en duo) font la part belle au son pur de la guitare acoustique « folk », ce qui est assez inhabituel dans des répertoires jazz.
En tant que compositeur, il gagne, en 1998, le concours de composition de thèmes de jazz de la Promotion Artistique Belge de la Sabam avec son morceau « Minorosity ». Un des morceaux du disque Fabien Degryse Jazz (en vente sur Itunes Store), « Traffic Jam », reçoit en décembre 2001 en France le Premier Prix décerné par l'Adami dans la catégorie jazz du concours « Prix Musique en ligne ».
Comme enseignant, Fabien Degryse est un des rares professeurs à enseigner à la fois au Koninklijk Conservatorium Brussel et au Conservatoire Royal de Bruxelles, et le seul professeur de jazz dans ce cas. Il a enseigné également lors de différents stages, en Belgique (Académie Internationale d'Eté à Libramont, Jazz au Vert) et à l'étranger (France, Bénin, Burkina Faso, République Démocratique du Congo, Tunisie, Algérie, Taiwan). Il est enfin le premier belge à donner des cours par vidéo sur le site de la iMusic-school, la plus grande « école virtuelle de musique » d'Europe.
En 1999, sa méthode d’improvisation jazz pour la guitare a été publiée aux Éditions Combre (Paris).

## Discographie
- Solo[2]

Finger swingin’, Midnight Muse Records MM 11-02, novembre 2011
Summertime, Midnight Muse records MMr1501, octobre 2015 
- Duo avec Joël Rabesolo (guitare acoustique)

Softly…, Midnight Muse records MMr1701, novembre 2017
- Trio

Fabien Degryse Trio
The Heart of the Acoustic Guitar, Midnight Muse records MMR-0701, mai 2007
The Heart of the Acoustic Guitar Chapter 2, Midnight Muse records MMR-0901, octobre 2009
L’Âme des Poètes
L’été indien, Igloo IGL 113, 1994
L’Âme des Poètes joue Brel, Igloo IGL 124, 1996
L’Âme des Poètes, Igloo IGL 149, 1999
Elle est à toi, cette chanson, Igloo IGL 154, octobre 2000
Prénoms d’amour, Igloo IGL 177, janvier 2005
Ceci n’est pas une chanson belge, Igloo IGL 218, janvier 2010
L’interview Brel, Brassens, Ferré, Igloo IGL 246, mai 2014
- Quartet

Fabien Degryse Jazz (J. Dumoulin, piano ; R. Korolik, basse ; L. Mercier, drums), AZ Productions AZ1002, 2001
- Autres

Medor Sadness (F. Degryse, leader ; avec Erwin Vann, sax; Eric Legnini, piano; Jean-Louis Rassinfosse, contrebasse; John Engels, drums), Edition Collage EC-454-2, 1992
Hommage à René Thomas (F. Degryse, leader ; avec Philip Catherine, Paolo Radoni, Pierre Van Dormael, etc.), Igloo IGL 134, mai 1997